# Русское общество механических и горных заводов

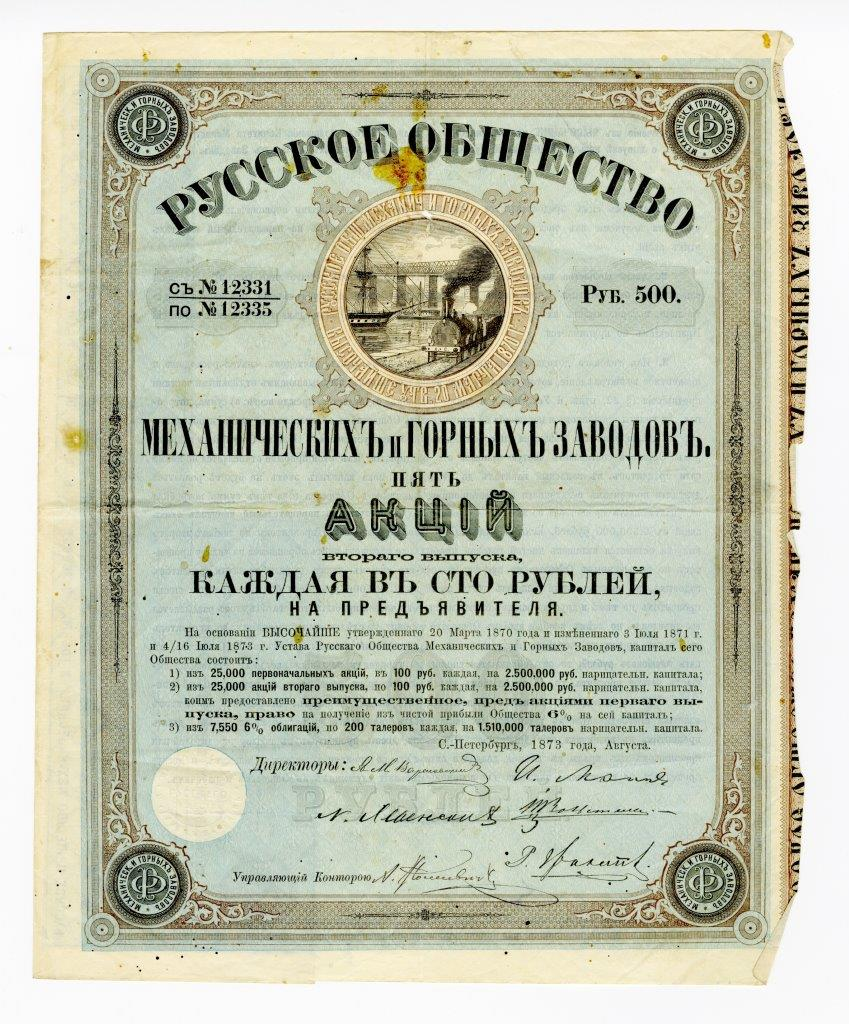
Пять акций 2-го выпуска номиналом в 100 руб. каждая на предъявителя Русского общества механических и горных заводов. С.-Петербург, 1873 г.

Русское общество механических и горных заводов — российское акционерное общество, с 1870 по 1890 годы собственник одного из старейших промышленных предприятий Санкт-Петербурга, в настоящее время известного как Закрытое акционерное общество «Невский завод» (ЗАО «НЗЛ»).
Завод основан в январе 1857 года как судостроительное производство, изначально называвшееся «Невский литейный и механический завод П. Ф. Семянникова и В. А. Полетики». С 1870 года, под наименованием «Русское общество механических и горных заводов», снискало славу одного из ведущих производителей локомотивов на паровой тяге, в которых остро нуждалась экономика России последней трети XIX века.
На Всероссийской промышленной выставке 1870 года представленный обществом паровоз был признан лучшим в стране, за что предприятие наградили Малым Гербом Российской Империи, установленным впоследствии над главными воротами перед зданием заводоуправления. Началась реконструкция предприятие под серийное производство паровозов, для чего его территория была расширена и соединена веткой с Николаевской железной дорогой.
В 1874 году Общество заключило контракт с Департаментом железных дорог на поставку трёхосных локомотивов (Паровоз Т), а уже на следующий год первые 16 паровозов поступили на Балтийскую железную дорогу. Локомотивы, прозванные машинистами «Русак» или «Русачок» (по названию «Русское общество механических и горных заводов»), были во многом похожи на коломенские паровозы 13-го типа: прежде всего экипажной частью и своими топками. Однако присутствовали и значительные отличия: дымогарных труб было больше — 175, а в качестве парораспределительного применялся механизм Стефенсона.
За 6 лет Невский завод «Русского общества механических и горных заводов» построил 443 «Русака», с течением времени внося в их конструкцию изменения. Последние 42 паровоза поступили на Среднеазиатскую дорогу, а в 1886 году под руководством управляющего заводом инженера Самарина началось производство так называемых «Русаков тяжёлых»: с утолщёнными котельными листами и бандажами, увеличенным диаметром цилиндров (456 мм) и парораспределительным механизмом Аллана. Тяжёлые «Русаки» работали на Привислинской, Московско-Брестской и Московско-Ярославско-Архангельской железных дорогах. На последней они обозначались литерами РТ: «Русак тяжёлый».
Вместе с тем заводом «Русского общества» не прекращалось производство кораблей для российского военно-морского флота, в 1870—1875 годах, к примеру, на предприятии построен полуброненосный фрегат «Генерал-Адмирал» — первый в мире броненосный крейсер.
В 1882 году заводом выпущен 1000-й паровоз.
Одним из учредителей Русского общества механических и горных заводов был П. И. Губонин (1825—1894) — известный русский промышленник и меценат, купец I гильдии. А. К. Гибшман (1839—1893) — известный российский инженер путей сообщения, член Императорского Русского технического общества, автор множества научных трудов, действительный статский советник в 1873 году был причислен к Техническо-инспекторскому комитету железных дорог и командирован на завод Русского общества механических и горных заводов для наблюдения за постройкой паровозов.
В 1889 году завод Русского общества механических и горных заводов преобразован в «Московское товарищество Невского судостроительного и механического завода», крупнейшим акционером которого стал знаменитый промышленник и меценат Савва Мамонтов.